# Dollosuchus
Dollosuchus — це вимерлий моноспецифічний рід томістомінових крокодилів, спочатку названий як вид Gavialis. Згідно з кількома філогенетичними аналізами, проведеними в останні роки, це базальна форма, яка, ймовірно, пов'язана з Kentisuchus, і є найстарішим відомим томістоміном на сьогоднішній день. Скам'янілості були знайдені в Бельгії та Великій Британії. Він мав великі надскроневі вікна по відношенню до його орбіт, подібно до Kentisuchus і Thecachampsa.

## Види
Типовим видом Dollosuchus є D. dixoni. Багато інших видів, які колись належали до інших родів, були запропоновані як члени роду, але було опубліковано мало робіт, які підтверджують ці твердження. Вважається, що Charactosuchus kugleri, ще один еоценовий крокодил, є синонімом Dollosuchus, але це малоймовірно, тому що C. kugleri тепер вважається членом родини Crocodylidae і, отже, ближче пов'язаний із сучасними крокодилами, ніж з гаріали. Було припущено, що Kentisuchus spenceri, Megadontosuchus arduini та Dollosuchus dixoni є когенеричними. Якщо це так, назву роду Dollosuchus буде прийнято для всіх трьох видів, оскільки назва має старшинство над двома іншими.